# The Gardener

The Gardener (Le jardinier) è un film del 2025 diretto da David Charhon con protagonista Jean-Claude Van Damme.

## Trama
Ogni anno il primo ministro francese fa compilare la Lista Matignon, elenco di facinorosi di ogni tipo che vanno eliminati in nome della famigerata ragion di stato. Serge Shuster, consigliere speciale del Presidente della repubblica, finisce nella lista.
Toccherà al giardiniere Leo salvare la vita di Serge e della sua famiglia.

## Promozione
Il primo trailer del film è stato diffuso il 13 dicembre 2024 su Prime Video.